# La Strada – Das Lied der Straße
La Strada – Das Lied der Straße (Originaltitel La strada) ist ein italienisches Melodram des Regisseurs Federico Fellini. Mit seinem vierten Film begründete er seinen internationalen Ruhm, machte seine Ehefrau Giulietta Masina bekannt und schuf den Begriff Zampano. Es ist Fellinis letzter Film im Genre des italienischen Neorealismus und zugleich eines seiner wohl angesehensten Werke. La Strada hatte Premiere am 6. September 1954 in Venedig.
Als einer von insgesamt acht Fellini-Filmen, wurde der ikonische Schwarzweißfilm, 2008 auf die offizielle, vom italienischen Kulturministerium gebilligte Liste „100 erhaltenswerte italienische Filme“ aufgenommen. Die 100 ausgewählten Filme entstanden zwischen 1942 und 1978 und haben das kollektive Gedächtnis Italiens maßgeblich geprägt.

## Handlung
Zampanò, ein grobschlächtiger Schausteller, zeigt auf Marktplätzen immer dieselbe Nummer: Kraftvoll sprengt er eine Eisenkette, die seinen Brustkorb umschließt. Für diese Vorstellung braucht er eine neue Assistentin, da seine Frau Rosa gestorben ist. So kauft der Zampanò ihrer bettelarmen Mutter für 10.000 Lire die naive Tochter Gelsomina ab und nimmt sie mit auf seine Tournee. Gelsomina tritt als Clown auf – mit Gesten, die an Charlie Chaplin erinnern. Doch Zampanò behandelt seine Assistentin schlecht. Dennoch bleibt sie bei ihm – schließlich ist sie ja auch völlig von ihm abhängig. Das ungleiche Paar nächtigt entweder in Zampanòs motorradgezogenem Planwagen-Motocarro-Dreirad, in Ställen oder unter freiem Himmel. Gelsomina hat zu warten, während Zampanò sich ab und zu mit Frauen vergnügt.

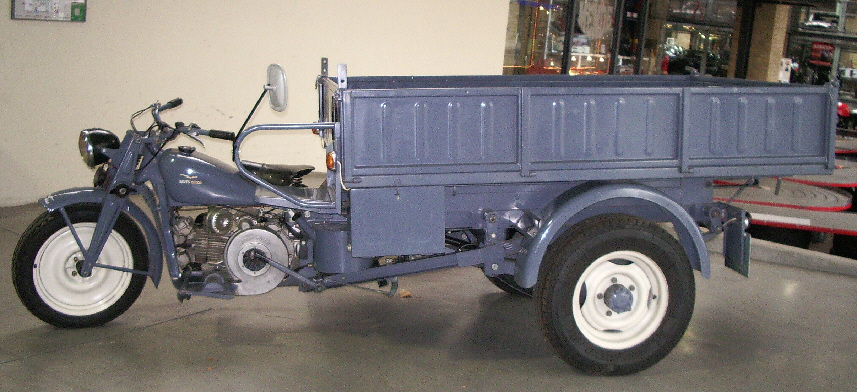
Italienischer „Motocarro“ ähnlich dem Planwagen-Gefährt von Zampanò

Eines Tages hat Gelsomina die schlechte Behandlung satt und läuft weg. Auf einem Marktplatz bewundert sie den Auftritt des Seiltänzers Matto. Am Abend holt Zampanò sie ein und verprügelt sie. Anlässlich eines Engagements Zampanòs bei dem Zirkus von Signor Giraffa trifft Gelsomina Matto wieder. Dieser hat ein großes Mundwerk und macht sich ständig über Zampanò lustig. Matto lässt Gelsomina mehr Aufmerksamkeit zukommen als je ein Mensch zuvor und bringt ihr unter anderem auch eine kleine Melodie auf der Trompete bei. Über diese Verbindung kommt es zum Streit zwischen Zampanò und Matto, der dazu führt, dass beide den Zirkus verlassen müssen. Gelsomina bleibt – auch durch Mattos Zuspruch – bei Zampanò, obwohl sie das Angebot erhält, beim Zirkus oder bei Matto zu bleiben.
Bei einer Übernachtung in einem Kloster versucht Zampanò, silberne Votivgaben zu stehlen. Dadurch kommt es zu einer ernsthaften Störung des Vertrauensverhältnisses zu Gelsomina. Obwohl auch die Nonnen dieser anbieten zu bleiben, reist sie mit Zampanò ab. Auf dem Weg treffen sie zufällig auf Matto, der eine Autopanne hat. Zampanò will sich an ihm rächen und schlägt ihn zusammen. Dabei schlägt Matto mit dem Hinterkopf auf einer Kante seines Automobils auf und stirbt bald darauf. Zampanò kann die Spuren zwar verwischen, verliert aber endgültig jeglichen Kontakt zur völlig verstörten Gelsomina. Er verlässt sie heimlich frühmorgens. Als letzte Gabe hinterlässt er ihr etwas Geld und die Trompete.
Jahre später – noch immer tourt er sichtlich heruntergekommen mit derselben Zirkusnummer – hört er zufällig eine Frau die Melodie singen, die Gelsomina von Matto gelernt hat (die Melodie, welche leitmotivisch im Film immer wieder erklingt). Zampanò spricht die Frau an und erfährt vom weiteren Schicksal und vom Tod Gelsominas. Dies führt bei ihm zum ersten wirklichen Gefühlsausbruch – ein Gefühl absoluter Einsamkeit und Reue – er betrinkt sich, geht an den Strand und bricht weinend zusammen.

## Synchronisation
Die deutsche Synchronfassung entstand zur deutschen Kinopremiere im Jahre 1956 bei der Berliner UFA-Film. Für Dialogbuch und Dialogregie zeichnete Georg Rothkegel verantwortlich. Wolf Martini synchronisierte Anthony Quinn als Zampanò; Ruth Nimbach lieh Giulietta Masina als Gelsomina ihre Stimme und Hans Putz ist als Matto (Richard Basehart) zu hören.

## Rezeption
La Strada gilt als Klassiker. So erfasst der US-amerikanische Aggregator Rotten Tomatoes fast ausschließlich wohlwollende Besprechungen und ordnet den Film dementsprechend als „Zertifiziert Frisch“ ein. Und They Shoot Pictures, Don’t They? zählt La Strada zu den 100 angesehensten Werken der Filmgeschichte.

„Der durch den Zusammenklang aller künstlerischen Faktoren erzielten Intensität wird sich kaum ein Zuschauer entziehen können.“

In der Rückschau sah Starkritiker Roger Ebert in La Strada den ersten richtig „felliniesquen“ Film:

„Der Film schlägt eine Brücke vom italienischen Neorealismus der Nachkriegszeit, die Fellini prägte, hin zur verspielten, autobiografischen Opulenz im Anschluss.“

2003 erstellte die Bundeszentrale für politische Bildung in Zusammenarbeit mit zahlreichen Filmschaffenden einen Filmkanon für die Arbeit an Schulen und nahm diesen Film in ihre Liste mit auf.

## Auszeichnungen
La Strada ist der erste Film, der einen Oscar in der Kategorie Bester fremdsprachiger Film aus einer Auswahl von fünf Nominierten und nicht als „Ehrenoscar“ gewann.
- 1954: Filmfestspiele von Venedig: Silberner Löwe in der Kategorie Beste Regie
- 1955:  Nastro d’Argento der Sindacato Nazionale Giornalisti Cinematografici Italiani
  - in der Kategorie Beste Regie: Federico Fellini
  - in der Kategorie Bester Produzent: Dino De Laurentiis, Carlo Ponti
  - in der Kategorie Bestes Drehbuch: Dino De Laurentiis, Tullio Pinelli
- 1956: British Film Academy Award: Nominiert in den Kategorien Bestes Drehbuch nach einer Vorlage und Beste ausländische Schauspielerin (Masina)
- 1956: Bodil in der Kategorie Bester europäischer Film
- 1956: New York Film Critics Circle Award in der Kategorie Bester fremdsprachiger Film
- 1957: Oscar in der Kategorie Bester fremdsprachiger Film. Außerdem nominiert in der Kategorie Bestes Originaldrehbuch
- 1957: * Blue Ribbon Awards (Japan) in der Kategorie Bester fremdsprachiger Film
- 1958: Blue Ribbon Award in der Kategorie Bester fremdsprachiger Film
- 1958: Cinema Writers Circle Award (Spanien) Bester fremdsprachiger Film
- 1958: Kinema Junpo Awards (Japan) Bester fremdsprachiger Film